# Nyakabanda (periodiskt vattendrag i Burundi, Bubanza)
Nyakabanda är ett periodiskt vattendrag i Burundi.   Det ligger i provinsen Bubanza, i den nordvästra delen av landet, 20 km norr om huvudstaden Bujumbura.
Omgivningarna runt Nyakabanda är huvudsakligen savann. Runt Nyakabanda är det tätbefolkat, med 319 invånare per kvadratkilometer.